# Fasanenstrasse Synagoge
De Fasanenstrasse Synagoge was een liberaal Joodse synagoge in Duitse hoofdstad Berlijn. De synagoge opende in augustus 1912 de deuren in de wijk Charlottenburg aan de Fasanenstrasse ter hoogte van de Kurfürstendamm, in de buurt van treinstation Zoologischer Garten. Onder het nazibewind werd de synagoge gesloten en later verwoest.

## Geschiedenis
De snelgroeiende Joodse gemeenschap in Charlottenburg kocht het kavel in 1905. Na een architectuurwedstrijd volgde de bouw van de synagoge in Neoromaanse stijl met drie koepels en onderscheidende Byzantijnse elementen. Het gebouw bood plaats aan zeventienhonderd bezoekers en een religieuze school. De synagoge werd in dezelfde stijl gebouwd als de nabijgelegen Kaiser-Wilhelm-Gedächtniskirche.
Veel oudere synagogen waren ergens achteraf gebouwd, maar de Fasanenstrasse-synagoge viel op in het straatbeeld. Het moest een toonbeeld zijn van de Joodse emancipatie in het Duitse rijk. Rabbijn Leo Baeck was lange tijd een van de leiders, terwijl Magnus Davidsohn en Richard Altmann organist waren. Keizer Wilhelm II bezocht het gebedshuis bij de opening. Hij schonk de synagoge een trouwzaal die rijkelijk gedecoreerd was met Majolicategels uit zijn aardewerkfabriek in Kadinen.

### Vernietiging door de nazi's
De Joodse gemeenschap van Charlottenburg kon slechts relatief korte tijd gebruik maken van "hun" tempel. De synagogebezoekers werden in 1931 aangevallen door SA'ers. In 1936 moet de synagoge op bevel van de nazi-autoriteiten haar deuren sluiten. Tijdens de Kristallnacht in de nacht van 9 op 10 november werd de synagoge, op dat moment de grootste in Berlijn, op persoonlijk bevel van minister Joseph Goebbels verder verwoest. Het interieur werd aan stukken geslagen en uiteindelijk werd het Joodse gebedshuis in brand gezet. De brandweer zag er alleen op toe dat het vuur niet oversloeg naar omliggende gebouwen. Het gebouw werd in 1943 verder verwoest tijdens een geallieerd bombardement.

### Wederopbouw
Na de oorlog waren de meeste Joden die terugkeerden naar Berlijn immigranten uit Oost-Europa. Voorzitter van de Joodse gemeente in Berlijn Heinz Galinski maakte zich hard voor de bouw van een Joods gemeenschapshuis op de grond van de synagoge. De burgemeester van West-Berlijn Willy Brandt legde in november 1957 de hoeksteen. De resten van het oude gebouw werden daarbij grotendeels verwijderd. Sommige elementen werden intact gehouden, zoals de toegangspoort.
Tijdens de herdenking van de Kristallnacht op 9 november 1969 werd de synagoge aangevallen door de Tupamaros West-Berlin, een kleine marxistische organisatie die tegen het einde van de jaren zestig een aantal bomaanslagen pleegde. De bom bij het Joodse gemeenschapshuis ging niet af, maar had anders tot honderden doden kunnen leiden.
Sinds 2006 biedt het gebouw aan de Fasannenstrasse plaats aan een Joodse onderwijscentrum en zijn er kantoren gevestigd. Het Joods gemeenschapshuis is sindsdien gevestigd in de Nieuwe Synagoge aan de Oranienburger Straße.